# Gogłand
Gogłand (ros. Гогланд) – największa wyspa w Zatoce Fińskiej. Powierzchnia – 21 km². Leży na południowy zachód od Wyborga w odległości 40 km od brzegów Finlandii oraz 55 km od brzegów Estonii.
Jej fińska nazwa to Suursaari, estońska – Suursaar, szwedzka – Hogland, a niemiecka – Hochland.

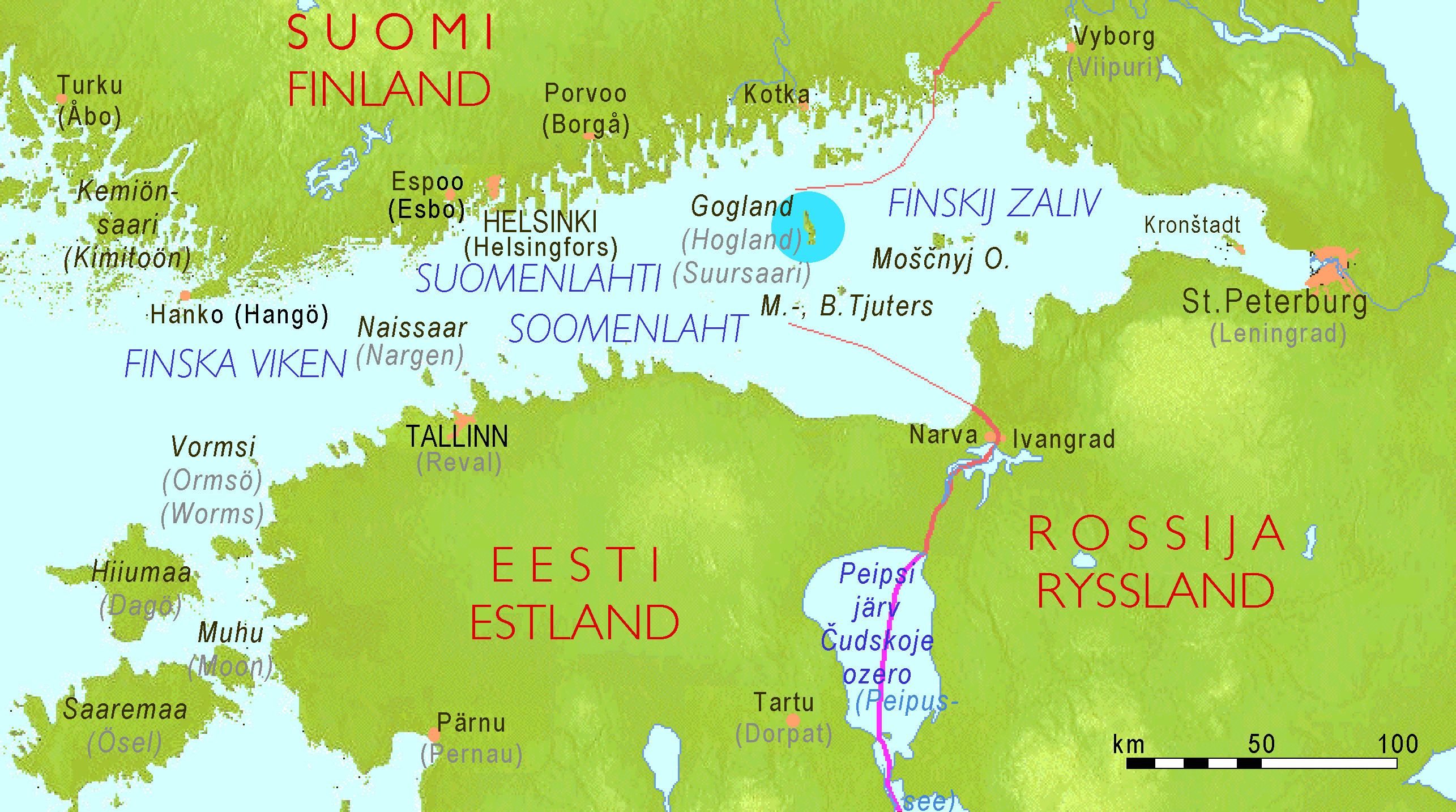
Położenie wyspy Gogłand w Zatoce Fińskiej

Obecnie wyspa należy do Rosji, na skutek aneksji jej przez Związek Socjalistycznych Republik Radzieckich w 1940 roku podczas wojny zimowej z Finlandią. Wyspa została wcześniej zajęta przez Finów 20 marca 1917 (7 marca starego stylu), podczas rozpadu Imperium Rosyjskiego.
Znaczenie wyspy wzrasta z powodu budowy Gazociągu Północnego przez Rosję, która chce zapewnić bezpieczeństwo tego rurociągu m.in. poprzez rozbudowę instalacji wojskowych na wyspie.
Po aneksji Krymu w 2014 roku wzrosła aktywność wojskowa na wyspie. Wybudowano nową stację radarową oraz lądowisko dla śmigłowców. W marcu 2022 roku zaobserwowano zagłuszanie sygnału GPS w rejonie południowej Finlandii, które miało pochodzić ze stacji na Gogłand.
Przez wyspę przechodzi Południk Struvego.